# Morfasso
Morfasso é uma comuna italiana da região da Emília-Romanha, província de Piacenza, com cerca de 1.371 habitantes. Estende-se por uma área de 83 km², tendo uma densidade populacional de 17 hab/km². Faz fronteira com Bardi (PR), Bettola, Bore (PR), Farini, Gropparello, Lugagnano Val d'Arda, Vernasca.

## Demografia
| Variação demográfica do município entre 1861 e 2011                               |
|                                                                                   |
| Fonte: Istituto Nazionale di Statistica (ISTAT) - Elaboração gráfica da Wikipedia |